# Peptona
Peptona generalment es refereix al producte d'una reacció d'hidròlisi de proteïnes.
Aquesta hidròlisi pot ser química (hidròlisi àcida) o d'enzims.
La taxa d'hidròlisi depèn dels substrats, dels agents d'hidròlisi i de les condicions de funcionament. Aquestes hidròlisi no es controlen, i les reaccions també produeixen espècies moleculars que van des d'un pèptid d'aminoàcids fins diverses dotzenes.
Les aplicacions industrials de les peptones són múltiples pels medis de cultiu, per la microbiologia, la cosmètica, la indústria alimentària, la nutrició animal...